# 冰防风属
冰防风属（学名：Pastinacopsis）是伞形科下的一个属，为高山植物。该属共有一种，分布于中亚和中国新疆天山山区。